# Municipio de Burg (Dakota del Norte)
El municipio de Burg (en inglés: Burg Township) es un municipio ubicado en el condado de Divide en el estado estadounidense de Dakota del Norte. En el año 2010 tenía una población de 24 habitantes y una densidad poblacional de 0,26 personas por km².

## Geografía
El municipio de Burg se encuentra ubicado en las coordenadas 48°46′2″N 103°31′6″O / 48.76722, -103.51833. Según la Oficina del Censo de los Estados Unidos, el municipio tiene una superficie total de 93.48 km², de la cual 92,28 km² corresponden a tierra firme y (1,29 %) 1,2 km² es agua.

## Demografía
Según el censo de 2010, había 24 personas residiendo en el municipio de Burg. La densidad de población era de 0,26 hab./km². De los 24 habitantes, el municipio de Burg estaba compuesto por el 100 % blancos. Del total de la población el 0 % eran hispanos o latinos de cualquier raza.